# Estadio Internacional Enyimba
El Estadio Internacional Enyimba es un estadio de futbol ubicado en la ciudad de Aba, Nigeria. El estadio después de una renovación en 2018 alcanzó una capacidad para 25,000 personas, sirve como estadio local al Enyimba International FC de la Liga de Fútbol Profesional de Nigeria.
El estadio albergó la Supercopa de la CAF en 2004 y 2005, en las cuales el Enyimba International se consagró campeón al derrotar al Étoile du Sahel de Túnez y al Hearts of Oak de Ghana respectivamente.